# Nashville Pussy
I Nashville Pussy sono un gruppo hard rock statunitense formatosi ad Atlanta nel 1996 su iniziativa del cantante e chitarrista Blaine Cartwright (ex Nine Pound Hammer) e della moglie Ruyter Suys, anche lei chitarrista. La band è nota per le esibizioni live piuttosto "movimentate" con spettacoli esplicitanti le grazie delle componenti femminili della band (soprattutto nella fasi in cui ne faceva parte la procace Corey Parks) e per le tematiche dei testi, rivolti quasi esclusivamente a sesso, droga e alcool. Nel corso degli anni il gruppo ha supportato in tour numerose band tra le quali Motörhead, Marilyn Manson, Reverend Horton Heat e Skid Row.

## Storia del gruppo
Una volta completata la formazione con l'arrivo del batterista Jeremy Thompson e della bassista Corey Parks, nel 1998 la band debutta con l'album Let Them Eat Pussy, inizialmente distribuito dalla Amphetamine Reptile ed alla fine dello stesso anno, grazie al buon successo riscontrato, dalla major Mercury. 
Il brano Fried Chicken and Coffee venne nominato ai Grammy Awards come Best Heavy Metal Performance. Più tardi Parks lascia il gruppo per lasciare posto a Tracy Alzaman al basso che compare così nel secondo album High as Hell, registrato nel 2000. Due anni più tardi esce Say Something Nasty mentre nel 2003 vede l'uscita di un DVD live relativo ad un concerto tenutosi a Parigi, Keep on F*ckin in Paris!. 
La band affronta un nuovo cambio di bassista, questa volta con il subentro di Karen Cuda e nel 2005 viene pubblicato l'album, intitolato Get Some. Nel 2009 esce From Hell to Texas, album pubblicato dalla Steamhammer/Audioglobe. Nel nuovo lavoro del gruppo sono presenti, fra le altre cose, schiocchi di fruste, rumore di bottiglie vuote che cadono e di stivali che camminano, in pieno stile western. Dal 2013 la bassista Karen Kuda viene sostituita da Bonnie Buitrago.

## Formazione

### Formazione attuale
- Blaine Cartwright – voce, chitarra
- Ruyter Suys – chitarra
- Dusty Watson – batteria
- Bonnie Buitrago – basso

### Ex componenti
- Corey Parks – basso
- Max Terasauro – batteria
- Tracy Almazan – basso
- Karen Cuda - basso
- Jeremy Thompson - batteria
- RL Hulsman - batteria
- Ben Thomas - batteria

## Discografia

### Album in studio
- 1997 - Eat More Pussy
- 1998 – Let Them Eat Pussy
- 2000 – High As Hell
- 2002 – Say Something Nasty
- 2005 – Nashville Pussy
- 2009 – From Hell to Texas
- 2014 – Up the Dosage
- 2018 – Pleased to Eat You

### Raccolte
- 2005 – Dirty Best of Nashville Pussy

### Album dal vivo
- 2003 – Keep on F*ckin in Paris!
- 2021 – Eaten Alive